# Emil Ziehl

Firma di Emil Ziehl

Emil Ziehl (1873 – 1º giugno 1939) è stato un ingegnere e imprenditore tedesco.

## Biografia
Nato nel 1873, dopo essere cresciuto nell'officina del padre, a Brandeburgo, con i suoi cinque fratelli e sorelle, dove lavorava come maniscalco, avrebbe dovuto iniziare l’apprendistato nell'azienda di famiglia. Invece, grazie al grande talento per il disegno, il suo insegnante convinse il padre a lasciarlo frequentare la Scuola di disegno "Rackow" a Brandeburgo. In seguito proseguì gli studi presso il Politecnico.
Su raccomandazione del suo professore cominciò a lavorare come progettista presso AEG, dove svolse prove di misurazione e controlli dei generatori ivi progettati. Nel 1897 iniziò a lavorare per la Berliner Maschinenbau AG, per la quale sviluppò il primo rotore elettrico con sospensione cardanica e quindi anche il primo motore a rotore esterno. Nel 1904 ottenne il brevetto tedesco, dopo che il brevetto statunitense era stato conseguito il 27 novembre 1900.
Nel 1909 Ziehl acquistò lo stabilimento Rolandwerke di Berlin-Weißensee.
Con l'investitore svedese Eduard Abegg il 2 gennaio 1910 fondò l'azienda Ziehl-Abegg. Ziehl riponeva grandi speranze in Abegg, il cui ruolo in azienda consisteva nello sviluppo di impianti eolici- Dopo che il logo aziendale era già stato reso noto, si scoprì che Abegg non aveva i mezzi finanziari promessi e che il brevetto per i motori eolici era inutilizzabile. Abegg lasciò la società lo stesso anno.
Emil Ziehl ebbe tre figlie femmine e due figli maschi. Il maggiore, Günther Ziehl, nacque il 5 settembre 1913, il più giovane, Heinz, nel 1917. Günther Ziehl iniziò a frequentare l'università tecnica di Berlino-Charlottenburg nel 1935 e portò avanti l'attività paterna.
Nel 2015 il comune di Schöntal dedicò a Emil Ziehl una via, la Emil-Ziehl-Straße, in omaggio alla sua attività imprenditoriale. La via si trova nel quartiere di Bieringen, dove sorge uno stabilimento di produzione di Ziehl-Abegg. Il nuovo cartello stradale è stato inaugurato in occasione dei festeggiamenti del cinquantesimo anno di attività della Ziehl-Abegg presso la sede di Schöntal-Bieringen dal sindaco Patrizia Filz e dal nipote di Emil Ziehl, Uwe Ziehl.

## Galleria d'immagini

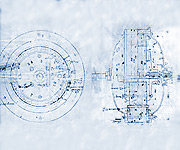
Primo disegno di esecuzione di un motore a rotore esterno
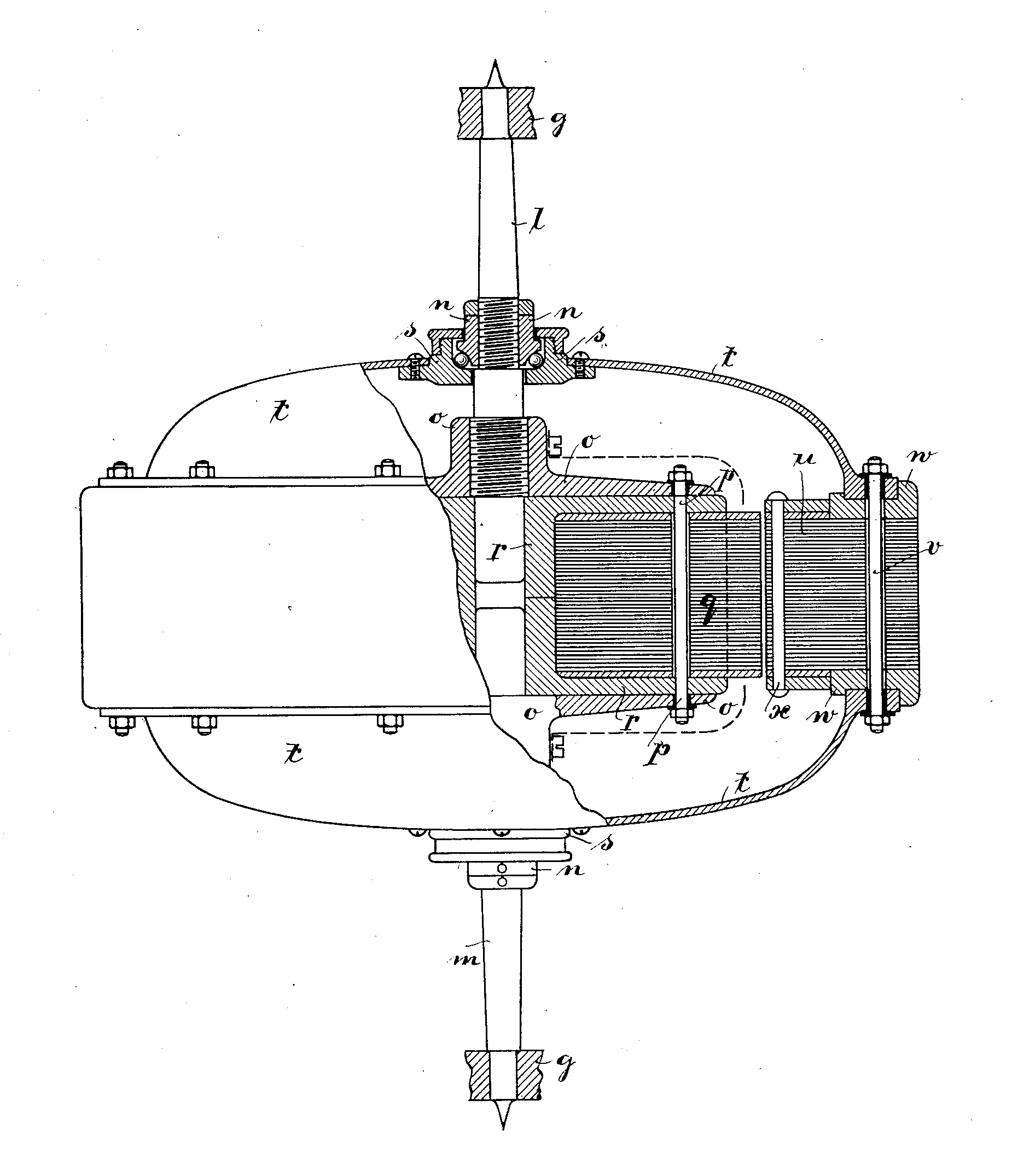
Disegno di un rotore esterno dal brevetto USA US662484 A